# FIFA Interactive World Cup
Der FIFAe World Cup (seit 2024), bzw. FIFA Interactive World Cup (FIWC) (2004–2019) und FIFA eWorld Cup (2020–2023), ist ein jährlich von der FIFA und ihrem Partner EA Sports organisiertes Videospielturnier. Die virtuelle Fußballweltmeisterschaft ermöglicht es Millionen von Fußballfans auf der ganzen Welt, um den Titel des besten FIFA-Spielers zu kämpfen. Der FIWC erschien in den Guinness World Records als Online-Videospielturnier mit den meisten Teilnehmern.

## Geschichte
Der erste FIWC fand 2004 in der Schweiz statt und im Laufe der Jahre ist das Turnier deutlich gewachsen. 2010 erschien der FIWC erstmals in den Guinness World Records 2013 wurde ein weiterer Rekord von 2,5 Millionen Teilnehmern aufgestellt.
Am 1. Oktober 2015 startete der FIWC 16 und damit die zwölfte Edition des Turniers. Erstmals in der Geschichte des Wettbewerbs spielten die Teilnehmer sowohl auf der Xbox One als auch auf der PlayStation 4 gegeneinander. Mit der Integration der neuen Konsolen stieg die Zahl der Teilnehmer deutlich im Vergleich zu den Vorjahren, als der FIWC ausschließlich auf der PlayStation 3 spielbar war. Für die Qualifikation zum Grand Final in New York City meldeten sich 2,3 Millionen Spieler an. Am 22. März 2016 gewann der Däne Mohamad Al-Bacha den Titel im Apollo Theater. Er besiegte Sean Allen aus England durch zwei späte Tore in einem dramatischen Finale.
2020 wurde das Turnier in FIFA eWorld Cup umbenannt und zwei weitere hochdotierte Turniere (FIFAe Nations Cup und FIFAe Club World Cup) ergänzt. Aufgrund der COVID-19-Pandemie konnte der Cup jedoch 2020 und 2021 nicht stattfinden. 2022 triumphierte Umut „Umut“ Gültekin aus Deutschland im Grand Final und gewann 250.000 US-Dollar Preisgeld. 
Nach FIFA 23 endete die Lizenzvereinbarung zwischen der FIFA und EA Sports, womit das Turnier in seiner bisherigen Form nicht mehr stattfinden wird. EA hat eine Nachfolgeturniere-Reihe für seine nun unter dem Namen EA Sports FC vermarktete Fußballsimulation angekündigt.

### Ergebnisse
| Jahr | Datum                                   | Gastgeber                               | Sieger                                  | Finalist                                | Ergebnis                                |
| ---- | --------------------------------------- | --------------------------------------- | --------------------------------------- | --------------------------------------- | --------------------------------------- |
| 2004 | 19. Dezember                            | Zürich                                  | Thiago Carrico de Azevedo               | Matija Biljeskovic                      | 2-1                                     |
| 2005 | 19. Dezember                            | London                                  | Chris „ChrisyB“ Bullard                 | Gabor Mokos                             | 5-2                                     |
| 2006 | 9. Dezember                             | Amsterdam                               | Andries „Driesje“ Smit                  | Wolfgang Meier                          | 6-4                                     |
| 2008 | 24. Mai                                 | Berlin                                  | Alfonso „Herzex“ Ramos                  | Michael Ribeiro                         | 3-1                                     |
| 2009 | 2. Mai                                  | Barcelona                               | Bruce „The Machine“ Grannec             | Ruben Morales Zerecero                  | 3-1                                     |
| 2010 | 1. Mai                                  | Barcelona                               | Nenad Stojkovic                         | Ayhan Altundag                          | 2-1                                     |
| 2011 | 7.–9 Juni                               | Los Angeles                             | Francisco „Quinzas“ Cruz                | Javier Muñoz                            | 4-1                                     |
| 2012 | 21.–23. Mai                             | Dubai                                   | Alfonso „Herzex“ Ramos                  | Bruce „The Machine“ Grannec             | 1-0                                     |
| 2013 | 6.–8. Mai                               | Madrid                                  | Bruce „The Machine“ Grannec             | Andrei Torres Vivero                    | 1-0                                     |
| 2014 | 2.–3. Juli                              | Rio de Janeiro                          | August „Agge“ Rosenmeier                | David „Davebtw“ Bytheway                | 3-1                                     |
| 2015 | 17.–19. Mai                             | München                                 | Abdulaziz „Mr D0ne“ Alshehri            | Julien Dassonville                      | 3-0                                     |
| 2016 | 20.–22. März                            | New York City                           | Mohamad „Bacha“ Al-Bacha                | Sean „Dragonn“ Allen                    | 5-5 (Sieg durch Auswärtstore)           |
| 2017 | 16.–18. August                          | London                                  | Spencer „Gorilla“ Ealing                | Kai „Deto“ Wollin                       | 7-3                                     |
| 2018 | 2.–4. August                            | London                                  | Mosaad „Msdossary“ Aldossary            | Stefano Pinna                           | 4-0                                     |
| 2019 | 2.–4. August                            | London                                  | Mohammed „MoAuba“ Harkous               | Mosaad „Msdossary“ Aldossary            | 4-3                                     |
| 2020 | Ausgefallen wegen der COVID-19-Pandemie | Ausgefallen wegen der COVID-19-Pandemie | Ausgefallen wegen der COVID-19-Pandemie | Ausgefallen wegen der COVID-19-Pandemie | Ausgefallen wegen der COVID-19-Pandemie |
| 2021 | Ausgefallen wegen der COVID-19-Pandemie | Ausgefallen wegen der COVID-19-Pandemie | Ausgefallen wegen der COVID-19-Pandemie | Ausgefallen wegen der COVID-19-Pandemie | Ausgefallen wegen der COVID-19-Pandemie |
| 2022 | 15.–17. Juli                            | Kopenhagen                              | Umut „Umut“ Gültekin                    | Nicolas „Nicolas99FC“ Villalba          | 0-0 (5-4 nach Elfmeterschießen)         |
| 2023 | 16.–19. Juli                            | Riad                                    | Manuel „Manuel“ Bachoore                | Mark „Mark11“ Zakhary                   | 3-3 (5-4 nach Elfmeterschießen)         |

### Medaillenspiegel
| Pl | Land               | Gold | Silber |
| -- | ------------------ | ---- | ------ |
| 1  | Frankreich         | 2    | 2      |
| 1  | England            | 2    | 2      |
| 1  | Deutschland        | 2    | 2      |
| 4  | Saudi-Arabien      | 2    | 1      |
| 5  | Spanien            | 2    | 0      |
| 5  | Dänemark           | 2    | 0      |
| 5  | Niederlande        | 2    | 0      |
| 8  | Vereinigte Staaten | 1    | 1      |
| 9  | Brasilien          | 1    | 0      |
| 9  | Portugal           | 1    | 0      |
| 11 | Mexiko             | 0    | 2      |
| 12 | Australien         | 0    | 1      |
| 12 | Kolumbien          | 0    | 1      |
| 12 | Ungarn             | 0    | 1      |
| 12 | Österreich         | 0    | 1      |
| 12 | Serbien            | 0    | 1      |
| 12 | Belgien            | 0    | 1      |
| 12 | Argentinien        | 0    | 1      |

### Erfolgreichste Teilnehmer
| Pl | Land                         | Gold | Silber |
| -- | ---------------------------- | ---- | ------ |
| 1  | Bruce „The Machine“ Grannec  | 2    | 1      |
| 2  | Alfonso „Herzex“ Ramos       | 2    | 0      |
| 3  | Mosaad „Msdossary“ Aldossary | 1    | 1      |

## Format

### Online-Qualifikation
Die Online-Qualifikation des FIWC ist über das PlayStation- und Xbox-Netzwerk zugänglich und kann mit der neuesten Version des Spiels FIFA von EA Sports auf Xbox One und PlayStation 4 gespielt werden. Die Qualifikation geht über mehrere Saisons, die jeweils einen Monat dauern. Jede Saison beginnt um 9:00 Uhr (GMT) am ersten Tag des Monats und endet um 8:59 Uhr (GMT) am ersten Tag des Folgemonats. Die Punkte werden automatisch vor dem Start einer neuen Saison gelöscht. Seit dem FIWC 15 können Teilnehmer nur noch ein Maximum von 90 Partien pro Saison spielen. Die Dauer der Qualifikation wurde mit dem FIWC 16 von sechs Saisons auf nur noch drei reduziert – und damit auch der Modus: Die Teilnehmer werden nun in vier Regionen unterteilt:
1. Europa
2. Nord- und Zentralamerika und die Karibik
3. Südamerika
4. Afrika, Asien und Ozeanien

Jede Saison qualifizieren sich fünf Spieler pro Konsole: die vier Gewinner jeder Region und der Zweitplatzierte aus Europa.

### Live-Turniere
Zusätzlich zur Onlinequalifikation haben Spieler auch die Chance, sich über ein Live-Turnier für das Grand Final zu qualifizieren. In den vergangenen Jahren wurden diese sowohl im Gastgeberland des Grand Finals veranstaltet als auch in diversen Großstädten in Europa.

### Grand Final
Im Finale des FIWC spielen 32 Teilnehmer um den Titel. Der amtierende Champion ist bereits gesetzt. Die Spieler werden in acht Gruppen aufgeteilt, die besten 16 ziehen ins Achtelfinale ein. Die Gruppenphase sowie Achtel-, Viertel- und Halbfinale werden jeweils nur auf einer der beiden Konsolen gespielt – das Finale wird in Hin- und Rückspiel entschieden, wobei sowohl die Xbox One als auch die PlayStation 4 zum Einsatz kommen. Das Grand Final ist eine mehrtägige Veranstaltung, bei der die Auslosung und der Wettkampf auf insgesamt drei Tage aufgeteilt werden. Die Halbfinals und das Finale werden in einer großen Live-Show ausgespielt, mit bekannten Kommentatoren und berühmten Gästen aus der echten Fußballwelt.

### World Ranking
2016 wurde das FIFA Interactive World Cup World Ranking eingeführt, um die Spieler im Finale nach ihren bisherigen Ergebnissen einordnen zu können. Das Ranking berücksichtigt sowohl die Resultate aus der Qualifikation als auch die Erfolge in früheren FIWC Finals.

## Virtueller und realer Fußball
Als offizielles FIFA-Turnier ist der FIWC eng verknüpft mit der echten Fußballwelt. Die meisten der Teilnehmer interessieren sich sowohl für das Geschehen auf dem virtuellen Rasen als auch in den echten Stadien, und nicht wenige von ihnen spielen sogar selbst in Fußballvereinen, wie etwa FIWC 14 Sieger August Rosenmeier aus Dänemark. In der Vergangenheit waren regelmäßig Größen des Weltfußballs bei FIWC Turnieren zu sehen – darunter Ronaldo, Frank Lampard oder David Villa. Der Gewinner des FIWC trifft die Stars zudem bei der Verleihung der The Best FIFA Football Awards.
Auch bilden die Veranstaltungsorte des FIWC häufig eine Brücke zum echten Fußball, so geschehen beim FIWC 14, als das Grand Final in Rio de Janeiro stattfand – während der FIFA Fußballweltmeisterschaft in Brasilien. Damals durften sich die Teilnehmer sogar das Viertelfinalspiel zwischen Frankreich und Deutschland im Stadion ansehen.

## Preisgelder
Bis 2016 betrug das jährlich ausgeschüttete Gesamtpreisgeld 26.000 Dollar. Der Gewinner erhielt außerdem ein Ticket zum FIFA Ballon d’Or in Zürich, wo er die Größen des Weltfußballs trifft. Abdulaziz Alshehri etwa, der Sieger des FIWC 15, schüttelte unter anderem die Hände von Cristiano Ronaldo und Lionel Messi. Ab 2017 stieg das Preisgeld mehrfach deutlich an auf zuletzt eine Million US-Dollar.

## Übertragung

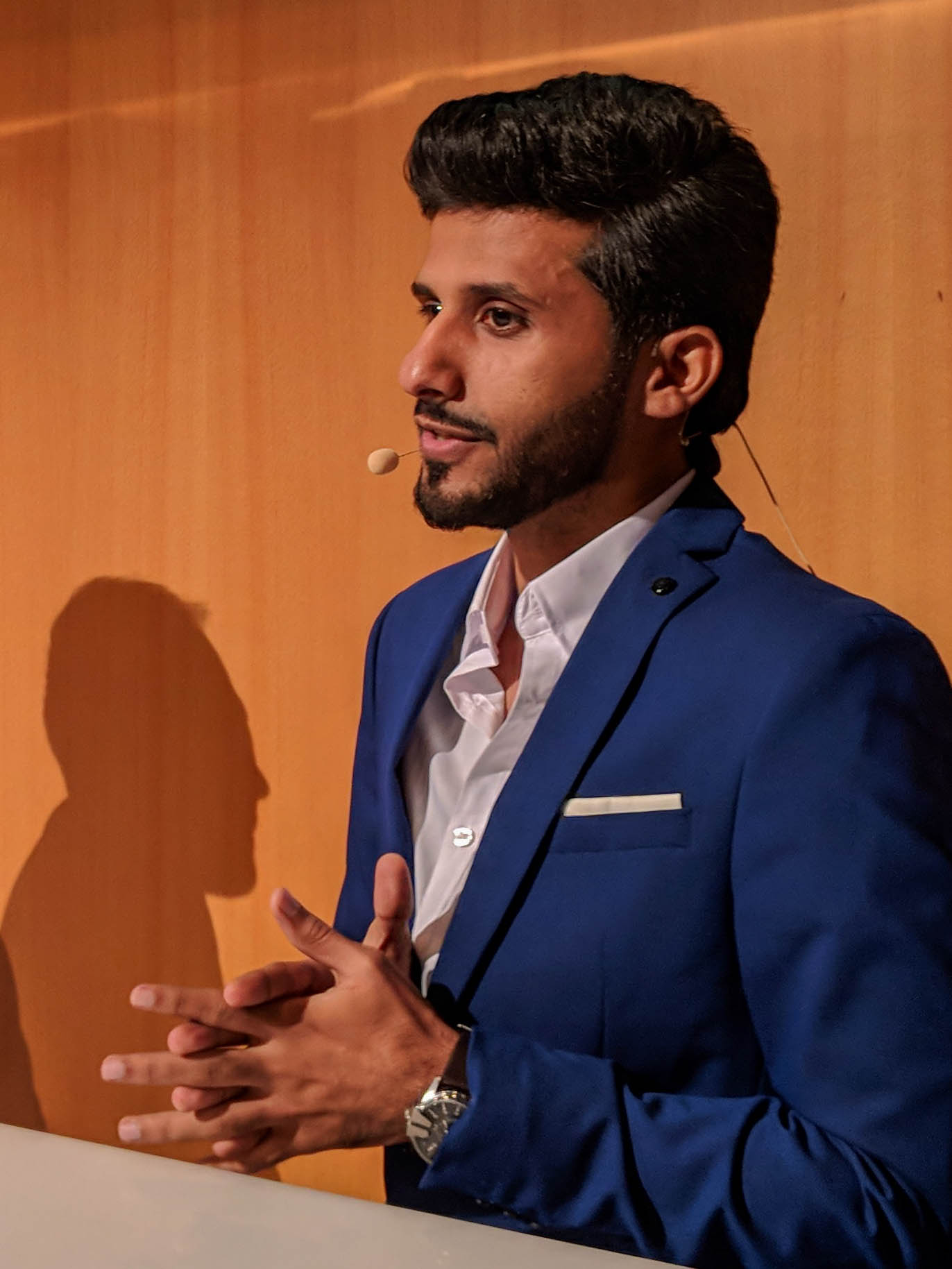
FIWC 15-Sieger Abdulaziz Alshehri, 2018

Das Grand Final des FIWC wird live auf YouTube und Twitch gestreamt. Das Finale des FIWC 16 wurde erstmals auch im Fernsehen übertragen. Die Show war in mehr als 100 Ländern zu sehen, im Gastgeberland USA übertrug Fox Sports 1 live.
Die Show im Apollo Theater wurde, wie bereits in den Vorjahren, von Kay Murray moderiert. Der ehemalige US-Fußballer Alexi Lalas analysierte das Geschehen gemeinsam mit Gaming-Experte Spencer Carmichael-Brown (Spencer FC). Leigh Smith und John Strong kommentierten die Spiele. Die Trophäe wurde vom ehemaligen Kapitän der spanischen Nationalmannschaft, David Villa, überreicht.